# بخش بوکیروس (شهرستان کرافورد، اوهایو)
بخش بوکیروس (به انگلیسی: Bucyrus Township) یک منطقهٔ مسکونی در ایالات متحده آمریکا است که در شهرستان کرافورد، اوهایو واقع شده‌است.
 بخش بوکیروس ۸۱٫۳ کیلومتر مربع مساحت و ۸۳۵ نفر جمعیت دارد و ۳۰۲ متر بالاتر از سطح دریا واقع شده‌است.